# 法村
法村（法語：Fa，法語發音：[fa] ⓘ）是法国奥德省的一个旧市镇，属于利穆区。2019年1月1日，法村与鲁沃纳克合并为新市镇瓦勒迪法比，法村为新市镇行政中心。

## 地理
法村（42°56'17"N, 2°11'32"E）面积11.48 平方千米，位于法国奧克西塔尼大區奥德省，该省份为法国南部沿海省份，北起塔恩省，西北接上加龙省，西接阿列日省，南至东比利牛斯省，东临地中海，东北与埃罗省接壤。
与法村接壤的市镇（或旧市镇、城区）包括：昂蒂尼亚克、布勒纳克、奥德河畔康帕涅、埃斯佩拉扎、基扬、鲁沃纳克、拉塞尔庞。
法村的时区为UTC+01:00、UTC+02:00（夏令时）。

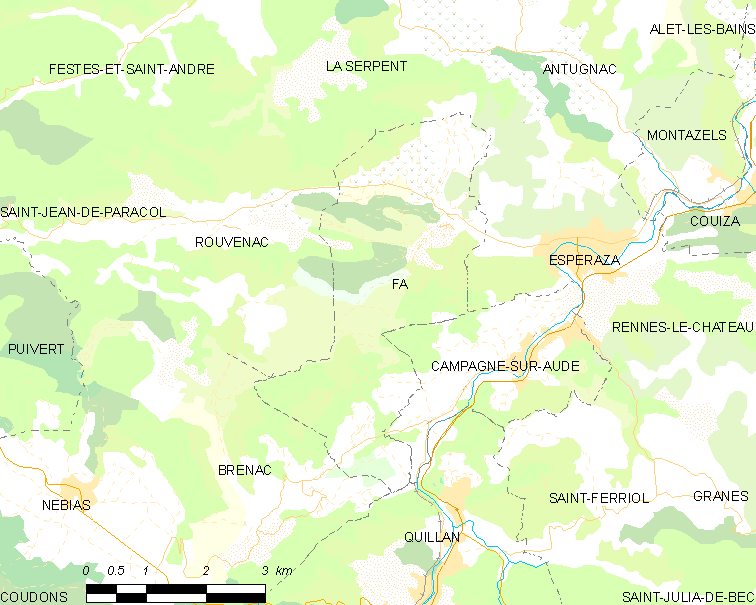
法村的OSM定位图

## 行政
法村的邮政编码为11260，INSEE市镇编码为11131。

## 政治
法村所属的省级选区为上奥德河谷县。

## 人口

1962-2008年间法村人口变化图示

法村于2018年1月1日时的人口数量为345人。